# Mercan Dede
Mercan Dede, również DJ Arkin Allen, właśc. Arkın Ilıcalı (ur. w 1966 w Bursie) – turecki kompozytor, DJ i producente Gra również na klasycznych tureckich instrumentach – ney i bendir. Swój czas dzieli pomiędzy Turcją, Europą a Ameryką Północną. Jest twórcą World music, grającym mieszankę tradycyjnej muzyki tureckiej, muzyki orientalnej z dźwiękami elektronicznymi.
Do jego najbardziej znanych dzieł należą Seyahatname, Su, i Nar. Współpracował z takimi artystami jak Susheela Raman, Dhafer Youssef, Sheema Mukherjee (Transglobal Underground) czy Hugh Marsh.

## Kariera
Mercan Dede ensemble powstało w 1997, jednakże sam artysta udzielał się muzycznie już wcześniej. Pierwszy album Sufi Dreams, wydano w 1998. Wielką popularność zyskał, gdy muzyka zawarta na albumie została użyta w niemieckim filmie dokumentalnym dotyczącym muzyki Sufi.

## Dyskografia
- Sufi Dreams (Golden Horn 1998)
- Journeys of a Dervish (Golden Horn 1999)
- Seyahatname (Doublemoon 2001)
- Nar (Doublemoon 2002)
- Fusion Monster (Numoon 2004) (as DJ Arkin Allen)
- Su (Doublemoon 2003)
- Sufi Traveler (High Times 2004)
- Nefes (Doublemoon 2007)
- 800 (Doublemoon 2007)